# Звёздная улица (Балашиха)
Звёздная  улица — улица в микрорайоне Новый Свет города Балашиха Московской области.

## Описание
Улица расположена в микрорайоне Новый Свет и промышленной зоне Балашихи, на правом берегу реки Пехорка в северо-западной части города. Начинается от пересечения Балашихинского шоссе с улицей Советская, отходя от перекрёстка на север и являясь продолжением Советской. Рядом с перекрёстком к Звёздной примыкает начало Солнечной улицы.
Несколько дальше пересечения с Московским бульваром, который отходит от неё на восток к «Бродвейскому» пешеходному мосту через Пехорку, Звёздная улица поворачивает на северо-запад и примерно в этом направлении идёт до пересечения со Щёлковским шоссе.
Звёздная улица является западной границей микрорайона Новый Свет.
Нумерация домов — от Балашихинского шоссе и Советской улицы.

## Здания и сооружения
Чётная сторона
- № 2 — жилой дом (9 эт., 6 под.; панельный)[1]
- № 4 — жилой дом (9 эт., 5 под., панельный)
- № 8 — жилой дом (9 эт., 5 под., панельный)
- № 8а — ТЦ «Контур-Звёздная»
- № 10 — жилой дом (17 эт., 2 под., панельный)
- № 12 — жилой дом (9 эт; 7 под; красный кирпичный)
- № 14 — жилой дом (панельный, серии П111М, 15-17-этажный, 4-секционный на 232 квартиры)[2]
- № 18 — жилой дом (4 под.)[3]

Нечётная сторона
- № 17 — Балашихинский опытный химический завод (БОХЗ)

## Транспорт
На Звёздной улице в районе промзоны расположена автостанция «Звёздная».

## Интересные факты
- Остановка общественного транспорта рядом с Балашихинским опытным химическим заводом официально называется «Химзавод». Местные жители этот район называют коротко — «Химка».
- На Звёздной улице в районе промзоны устроен кенотаф погибшему мотоциклисту.